# Межкорейский саммит (2000)
Межкорейский саммит 2000 года (13—15 июня) — первый официальный саммит Северной и Южной сторон после разделения Кореи на два суверенных государства — КНДР и Республику Корею в 1945 г.

## Место встречи
Саммит прошёл в городе Пхеньян, КНДР.

## Хронология
13 июня президент и первая леди Республики Кореи вылетели в Пхеньян.
13 июня в 10:27 самолёт прибыл в аэропорт Сунан в Пхеньяне, где был встречен председателем КНДР Ким Чен Иром. После спуска с трапа президент РК и председатель КНДР пожали руки, Ким Дэ Чжун сказал, что рад встрече и давно её ожидал.
14 июня прошёл саммит между председателем КНДР Ким Чен Иром и президентом РК Ким Дэ Чжуном
15 июня было объявлено о принятии Совместной декларации Республики Кореи и КНДР от 15 июня.

## Декларация

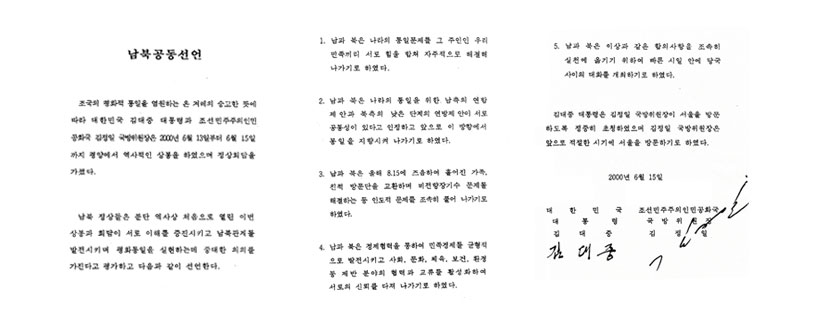
Декларация подписанная Между Республикой Кореей и КНДР на Совместном саммите в 2000 году.

Основное содержание и значение Совместной декларации Республики Кореи и КНДР от 15 июня.
1. РК и КНДР договорились урегулировать вопрос воссоединения страны самостоятельно, объединёнными силами нашей нации — хозяина в этом вопросе.
2. РК и КНДР признают общность предложения КНДР о низкой фазе конфедерации для объединения страны и предложения РК стороны по содружеству.
3. РК и КНДР договорились ускорить решение гуманитарных вопросов и уже по случаю «15 августа» 2000 года организовать обмен группами, состоящими из членов разделённых семей и родственников, а также урегулировать вопрос об узниках, находящимися в заключении, но не изменивших своим убеждениям.
4. РК и КНДР договорились через экономическое сотрудничество обеспечить пропорциональное развитие национальной экономики, активизировать сотрудничество и обмен в социальной сфере, а также в областях культуры, спорта, здравоохранения, окружающей среды и др. и тем самым укреплять взаимное доверие.
5. Для скорейшего претворения в жизнь вышеуказанных согласованных положений РК и КНДР договорились в ближайшем будущем провести переговоры на правительственном уровне.

## Значение саммита
Межкорейский саммит 2000 года был первой встречей лидеров КНДР и РК после разделения страны в 1945 году. Совместная декларация КНДР и РК от 15 июня, ставшая итогом проведения первого межкорейского саммита, послужила ориентиром для перехода от конфронтации Севера и Юга в условиях холодной войны к сосуществованию.

## Итог саммита
В рамках встречи лидеры государств удостоверились в отсутствии намерений осуществлять захватнические действия в отношении друг друга и договорились воздержаться от действий, угрожающих другой стороне. Была подписана Совместная декларация от 15 июня. Также Север и Юг впервые признали общность предложений для объединения и достигли договорённости подготовить в дальнейшем общие пункты предложений для объединения на основе диалога. Кроме того, лидеры Севера и Юга сошлись во мнении, что расширение обмена и сотрудничества между двумя сторонами способствует развитию и достижению прибыли всего народа, что в дальнейшем позволит активизировать встречи разделённых семей, межкорейское экономическое сотрудничество, обмен в социально-культурной сфере и др.